# Hans Källner
Hans Källner (Kattowitz, 9 de Outubro de 1898 - 18 de Abril de 1945) foi um general alemão durante a Segunda Guerra Mundial tendo comandado a 19ª Divisão Panzer.

## História
Iniciou a sua carreira militar como sendo um oficial cadete em 1914, no Jäger-Regiment 11 sendo condecorado com a Cruz de Ferro e acabou encerrando a Primeira Guerra Mundial (1914-18) com a patente de Leutnant numa unidade de artilharia.
Após o armistício de 1918, ele saiu do Exército e entrou para a polícia de Potsdam em 1920, sendo promovido para Hauptmann em 1929. Se realistou no ano de 1935 com a patente de Rittmeister e entrou para o Reiter-Regiment 4. Em 1937 foi promovido para Major e se tornou Kommandeur do II. Abteilung no Kavallerie-Regiment 4 tendo se tornado Oberstleutnant e Kommandeur do Aufklärungsabteilung 11 no início da Segunda Guerra Mundial.
Com o início da Campanha Francesa se tornou comandante do Schützen-Regiment 73. Em 1941, Källner foi condecorado com a Cruz Germânica em Ouro e após os combates do Inverno de 1941/42 foi promovido para Oberst em 1 de Março de 1942 e em Julho de 1942 assumiu o comando do 19. Panzergrenadier-Brigade (1 de Julho de 1942) da 19ª Divisão Panzer.
Foi condecorado com a Cruz de Cavaleiro da Cruz de Ferro no dia 3 de Maio de 1942 e em Agosto de 1943 Källner assumiu o comando da 19ª Divisão Panzer. Após comandar a 19ª, Källner foi colocado no comando do XXIV Corpo Panzer.
Hans Källner foi morto em ação no dia 18 de Abril de 1945 aos 46 anos de idade, estando apenas a algumas semanas do final do conflito.

## Promoções
Oberst - 1 de Março de 1942
Generalmajor - 1 de Novembro de 1943
Generalleutnant - 1 de Junho de 1944.

## Condecorações
- Cruz de Ferro - 1914
  - 2ª Classe - 3 de Setembro de 1917
  - 1ª Classe - 4 de Agosto de 1918
- Cruz de Honra
- Claps da Cruz de Ferro - 1939
  - 2ª Classe - 19 de Setembro de 1939)
  - 1ª Classe - 18 de Outubro de 1939)
- Badge Panzer em Prata
- Cruz Germânica em Ouro (18 de Outubro de 1941)
- Cruz de Cavaleiro da Cruz de Ferro - 3 de Maio de 1942
- Folhas de Carvalho - 12 de Fevereiro de 1944, n° 392
- Espadas - 23 de Outubro de 1944, n° 106
- Wehrmachtbericht - 23 de Agosto de 1944 e 22 de Setembro de 1944